# وزارة جميل المدفعي السادسة
وزارة جميل المدفعي السادسة هي الحكومة العراقية السادسة والأربعون، خلفت هذه الوزارة وزارة نور الدين محمود.
تشكلت الوزارة في 29 كانون الثاني 1953 واستمرت إلى 5 أيار 1953 وتشكلت بعدها وزارة جميل المدفعي السابعة.

## التشكيلة الوزارية
تكونت الوزارة من الوزراء أدناه:
- رئيس الوزراء: جميل المدفعي
- نائب رئيس الوزراء: علي جودت الأيوبي
- وزير الدفاع: نوري السعيد
- وزير الداخلية: حسام الدين جمعة
- وزير الخارجية: توفيق السويدي
- وزير المالية: علي ممتاز الدفتري
- وزير العدلية: أحمد مختار بابان
- وزير الاقتصاد: ضياء جعفر
- وزير المواصلات والأشغال العامة: عبد الوهاب مرجان
- وزير الشؤون الاجتماعية: ماجد مصطفى
- وزير الزراعة: عبد الرحمن جودت
- وزير الصحة: محمد حسن سلمان
- وزير المعارف: خليل إسماعيل كنة